# Gobio delyamurei
Gobio delyamurei är en fiskart som beskrevs av Jörg Freyhof och Naseka 2005. Gobio delyamurei ingår i släktet Gobio och familjen karpfiskar. IUCN kategoriserar arten globalt som akut hotad. Inga underarter finns listade i Catalogue of Life.